# Marek (Tafara)
Marek (imię świeckie Markos Tafara, ur. 16 sierpnia 1952 w Gojjam) – duchowny Etiopskiego Kościoła Ortodoksyjnego, od 2011 biskup Wschodniego Gojjam. 

## Życiorys
Sakrę biskupią otrzymał 9 lipca 2006. W latach 2006–2009 był biskupem Kalifornii, a 2009 - 2011 biskupem Hararge. W 2011 został mianowany biskupem Wschodniego Gojjam.